# Open Gaz de France 1995 - Doppio
Il doppio dell'Open Gaz de France 1995 è stato un torneo di tennis facente parte del WTA Tour 1995.
Sabine Appelmans e Laurence Courtois erano le detentrici del titolo, ma solo la Appelmans ha partecipato in coppia con Miriam Oremans.
La Appelmans e la Oremans hanno perso nel 1º turno contro Julie Halard e Nathalie Tauziat.
Meredith McGrath e Larisa Neiland hanno battuto in finale 6–4, 6–1 Manon Bollegraf e Rennae Stubbs.

## Teste di serie
1. Meredith McGrath /  Larisa Neiland (campionesse)
2. Manon Bollegraf /  Rennae Stubbs (finale)
3. Julie Halard /  Nathalie Tauziat (semifinali)
4. Jana Novotná /  Mary Pierce (semifinali)

## Tabellone

### Legenda
| - Q = Qualificato - WC = Wild card - LL = Lucky loser | - ALT = Alternate - SE = Special Exempt - PR = Protected Ranking | - w/o = Walkover - r = Ritirato - d = Squalificato |